# Ellenabad
Ellenabad är en ort i Indien.   Den ligger i distriktet Sirsa och delstaten Haryana, i den nordvästra delen av landet, 260 km väster om huvudstaden New Delhi. Ellenabad ligger 196 meter över havet och antalet invånare är 37 680.
Terrängen runt Ellenabad är mycket platt. Runt Ellenabad är det tätbefolkat, med 308 invånare per kvadratkilometer. Ellenabad är det största samhället i trakten. Trakten runt Ellenabad består till största delen av jordbruksmark.